# Вабуа - Фяппи
Фаппи (ингуш. Фаьппи), Фаппи мохк (ингуш. Фаьппи мохк — «страна фяппинцев»), Вабуа (Ваппуа), Вабо, Бабий, Ваппи — историческая область на Северном Кавказе. Исторический центр с. Эрзи. Ныне территория входит в Джейрахский район Ингушетии, отчасти в составе Северной Осетии и Грузии. Территория исторического проживания ингушского общества фяппий.

## География

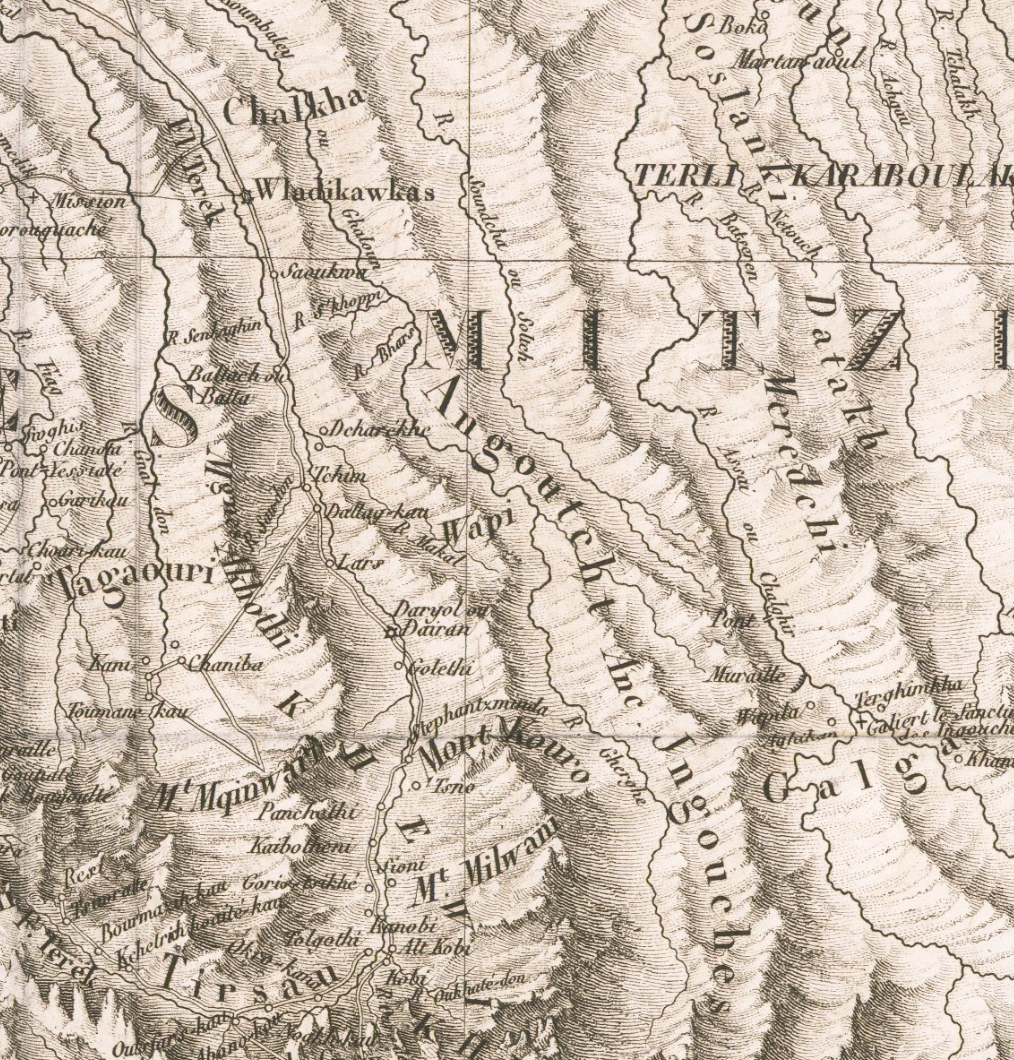
Wapi (Fapi) на карте Юлиуса Клапрота 1823 г.

Чеченский исследователь-краевед, педагог и народный поэт А. С. Сулейманов, привёл следующие границы исторического региона на западе с  Джайрах, на юге с Хевсуретией, на востоке с Хамх и Цори, на севере — выходило в плоскостную равнину. Округ Вабо занимал значительную территорию Армхинского ущелья и на севере соприкасалось с равниной. Географию первоначального распространения этого этнонима А. Н. Генко относит «к западу от реки Ломеки (древнее название реки Терек)», охватывая им всю территорию современной республики Осетия.

## История
В бацбийских преданиях Бабий (Ваппи) или (Фаппи мохк) фигурирует как прародины. Также Ваби — это цова-тушинское назв. местности Цовата. Название одного из о-в — Дамахкрай — возможно, означает «Дай-мохк» — «страна отцов», что косвенно подтверждает правоту А. Генко, считавшего Тушетию «Древнейшим очагом чечено-ингушского бытия».

## Населённые пункты
- Эбан[10]
- Гоуст[10]
- Татхарие[10]
- Харп[10]
- Тяка хастие[10]
- Хаст-Моки[11]
- Фалхан[11]
- Хамишк[12]
- Эрзи[13]
- Морч
- Тярш и другие.

## Галерея

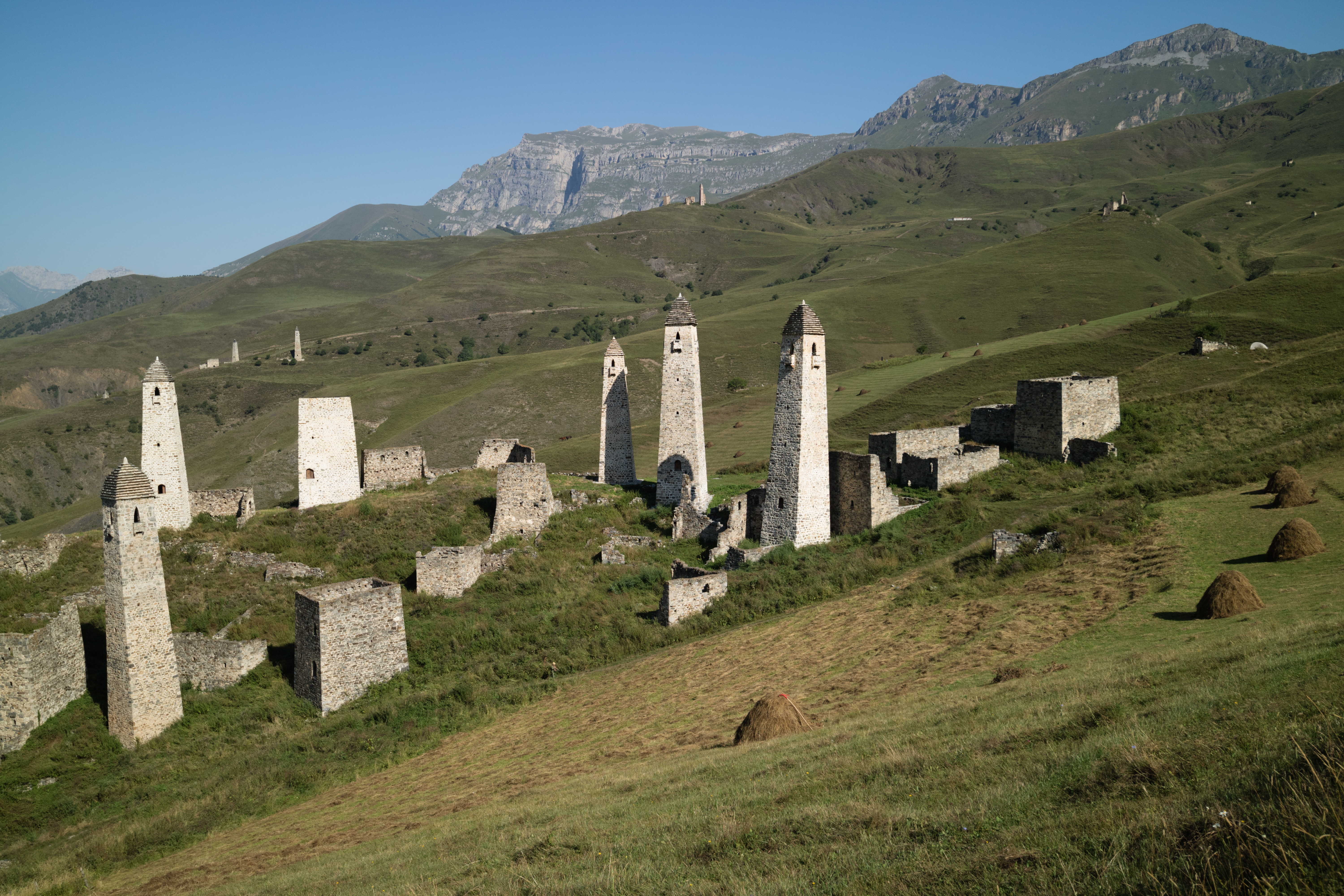
Боевые башни аул Эрзи.
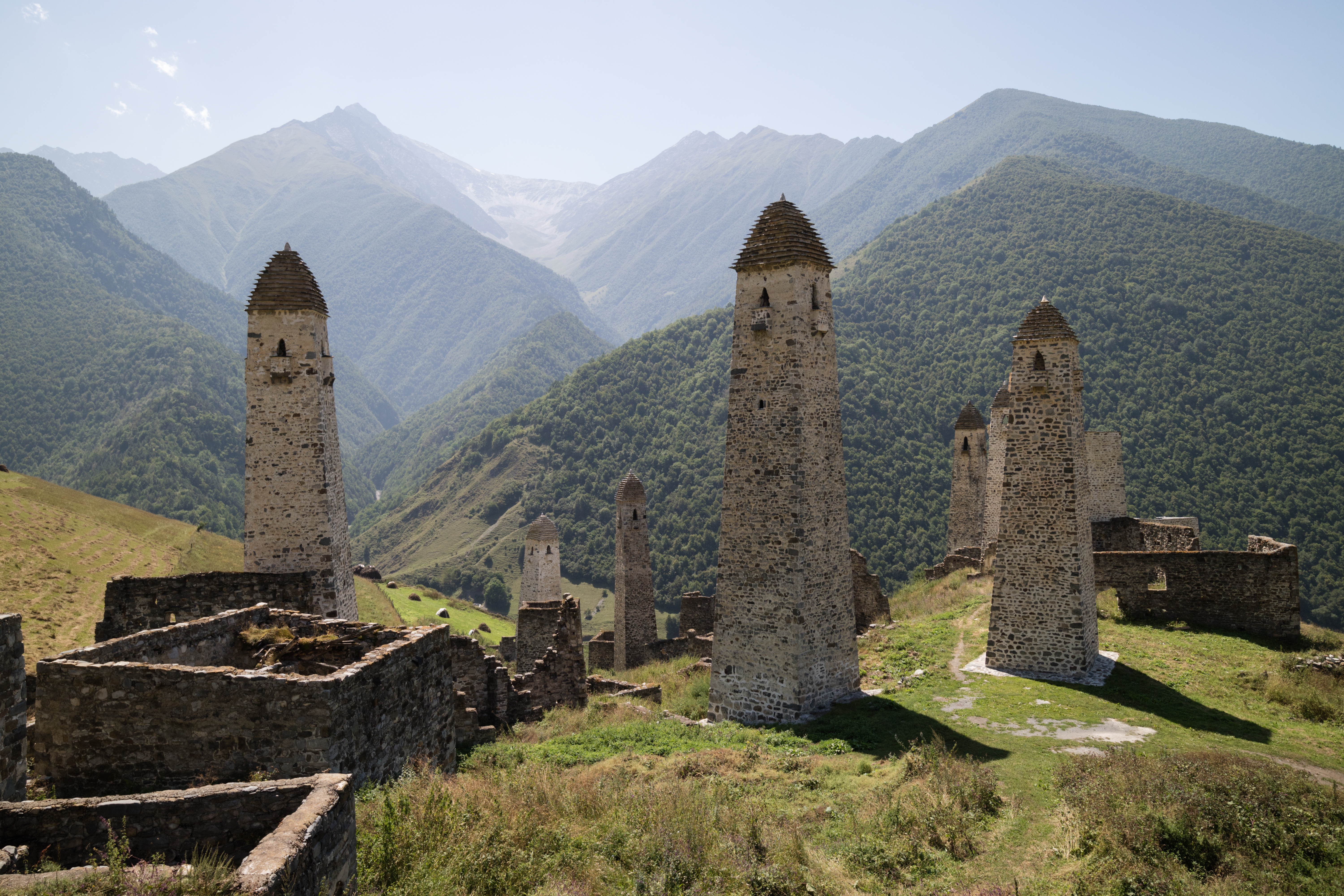
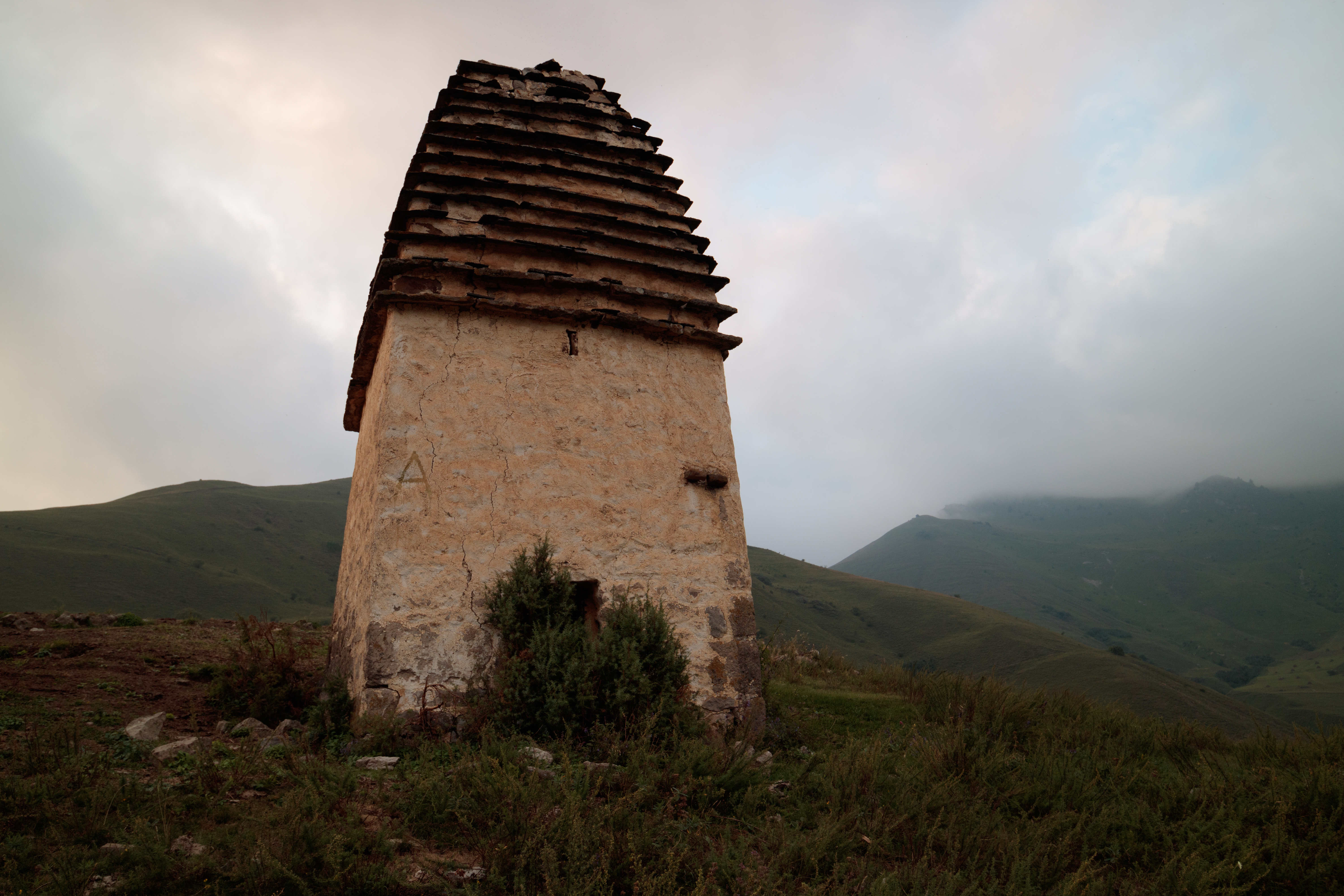
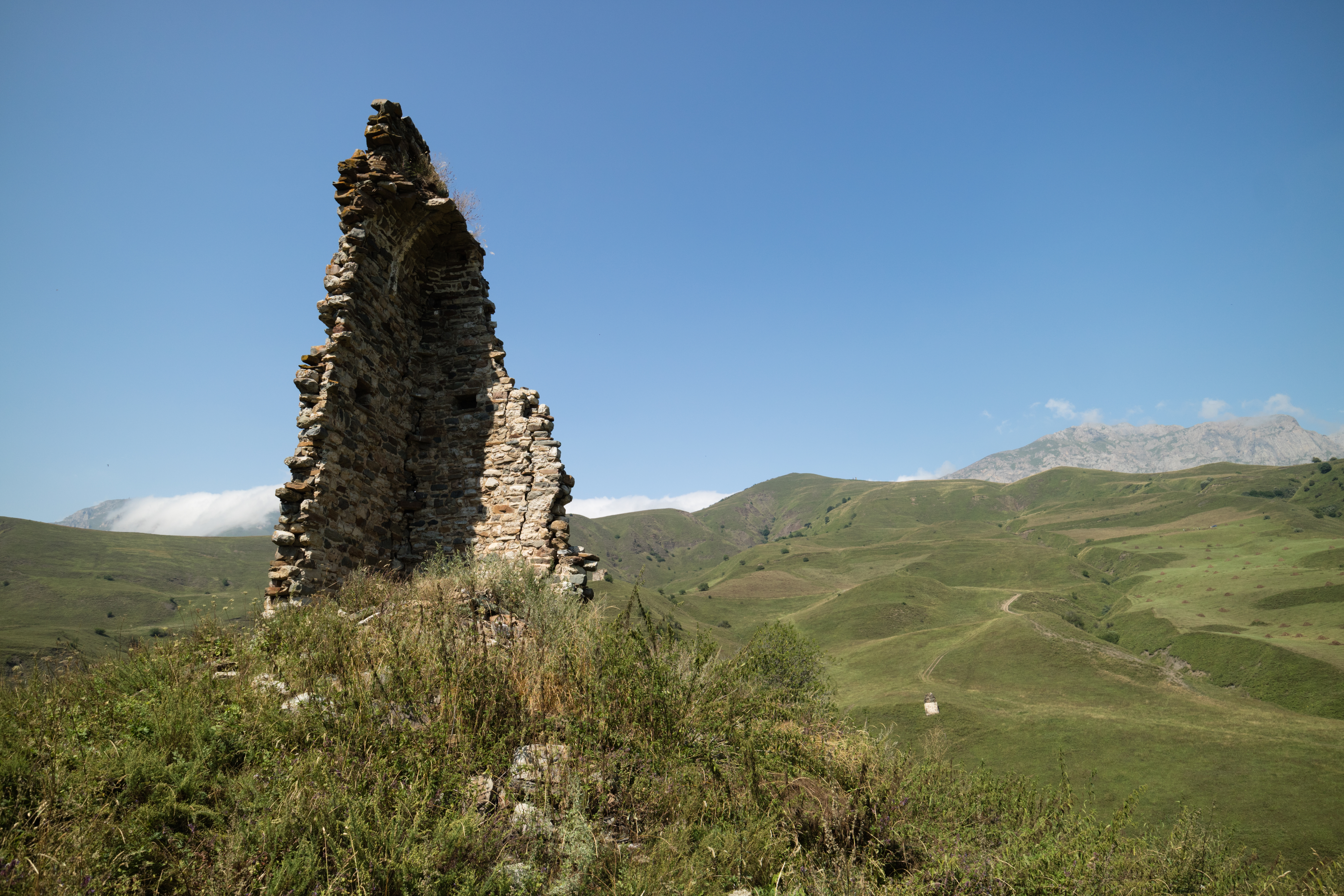